# 泉坝镇
泉坝镇，是中华人民共和国贵州省铜仁市沿河土家族自治县下辖的一个乡镇级行政单位。
2015年1月23日，贵州省人民政府批复同意沿河县乡镇行政区划调整，新设置的泉坝镇辖原泉坝乡，镇人民政府驻泉坝村。

## 行政区划
泉坝镇下辖以下地区：
泉坝村、泉山村、泉塘村、泉堡村、泉坡村、捷克村、黄池村、捷梁村、新竹村、水田村、三坝村、马家村、岩原村、大泉村和算子村。